# 莱茵邮报
《莱茵邮报》（德語：Rheinische Post）是德国的一种日报，总部位于德国北莱茵-威斯特法伦州杜塞尔多夫，创刊于1946年，是德国西部最有影响的日报之一。2016年时，《莱茵邮报》发行量约30万份。

## 外部連結
- 官方网站